# Benjamin Waterhouse Hawkins
Benjamin Waterhouse Hawkins, född 8 februari 1807 i Bloomsbury, död 27 januari 1894 i Putney, var en brittisk skulptör och konstnär inom naturhistoria. Han är mest känd för att ha byggt de första statyerna i världshistorien som framställer dinosaurier, som finns än idag i Crystal Palace Park i London. 

## Uppväxt och karriär
Hawkins var son till Louisa Anne Waterhouse, dotter till en plantageägare i Jamaica, och Thomas Hawkins som också var konstnär. År 1851, när Kristallpalatset skulle flyttas till Crystal Palace Park i Sydenham, fick Hawkins uppdraget tillsammans med Richard Owen att skapa statyer som föreställde mesozoiska och kenozoiska djur. De 28 skulpturerna som byggdes var gjorda i betong, tegel och järn, vilket tog tre år att färdigställa. När skulpturerna var färdiga under julen 1853, hade man nyårsfest inne i en av statyerna som skulle föreställa en iguanodon. Skulpturerna visades för första gången 1854. Hawkins hjälpte även Charles Darwin med att illustrera i hans bok The Zoology of the Voyage of the H.M.S Beagle.
År 1868, reste Hawkins till New York för att bygga skulpturer av dinosaurier som upptäcktes i Nordamerika, bland annat en hadrosaurus. Skulpturerna var avsedda för ett museum som skulle byggas i Central Park, vid namn Paleozoic Museum. Henry Hilton avskedade Hawkins arbetare och la ner projektet med att bygga museet, vilket gjorde Hawkins besviken. Den 3 maj 1871, anlitade Hilton vandaler för att förstöra de statyer som Hawkins byggde, och begravde dem någonstans i Central Park. Hawkins flyttade tillbaka till England år 1874, men reste tillbaka till USA 1878, för att skapa konst och skulpturer som föreställde utdöda arter.  

## Privatliv
I 20-årsåldern gifte Hawkins med Mary Selina Green och fick 6 barn. Senare gifte han om sig och fick två barn till. Även om han målade och gjorde små skulpturer på förhistoriska och nulevande arter, trodde aldrig Hawkins på evolutionsteorin.